# Frittelle di riso di san Giuseppe
Le frittelle di riso di San Giuseppe sono un dolce tradizionale per la ricorrenza della Festa del Papà il 19 marzo del Centro Italia, in particolare è preparato in Toscana e in alcune zone dell'Umbria e del Lazio.
A Prato vige il detto "S. Giuseppe non si fa senza frittelle", nel senso che la tradizione è talmente radicata da diventare un modo di dire, un proverbio. La tradizione delle frittelle di riso in Toscana è molto antica, tant'è vero che la tramanda già il Libro de arte coquinaria di Maestro Martino da Como:
“Fa' cocere il riso molto bene ne lo lacte, et cavandolo fora per farne frittelle observerai l'ordine et modo scripto di sopra (allude alle ricette precedenti in cui si parla di “fare le frittelle tonde") con mano ovvero in quale altra forma ti piace, mettendole a frigere in bono strutto o botiro, overo in bono olio , excepto che non gli hai a mettere né caso (formaggio) né altro lacte”.

## Preparazione
Dopo aver cotto il riso in acqua, latte e vaniglia, si mescola con farina, uova, zucchero, lievito, un pizzico di sale, rum o sambuca; eventualmente, a seconda dei gusti, si possono aggiungere uvetta, scorzette o canditi di agrumi.
Dopo aver fatto riposare la preparazione almeno un'ora (la ricetta tradizionale prevede molte ore), si frigge a cucchiaiate e, dopo scolate, si cospargono di zucchero a velo e si servono. Sono ottime anche fredde o farcite con crema pasticcera.